# أيام مساك ميره
أيام مساك ميره (حرفيًا "دجاج أحمر مطبوخ" باللغة الملايو) هو طبق دجاج ماليزي وسنغافوري. يحظى هذا الطبق بشعبية كبيرة في كلا البلدين، وهو عبارة عن طبق خزفي من قطع الدجاج مع الفلفل الحار المجفف سامبال. يميل إلى أن يكون طبقًا مطبوخًا في المنزل، لذلك توجد العديد من الاختلافات في الوصفة. تُنقع أولاً قطع الدجاج في الكركم قبل قليها حتى يصبح لونها بنياً ذهبياً ثم تُطهى ببطء في الفلفل الحار المجفف والبصل وصلصة الطماطم [الإنجليزية]. تضاف البازلاء أحيانًا إلى الطبق، وكذلك التوابل العطرية مثل القرنفل، والينسون النجمي، ولحاء القرفة، ويزين بأوراق الليمون القنفذي المبشور وكذلك الكزبرة. غالبًا ما يُقرن مع أرز الطماطم - المطبوخ مع صلصة الطماطم أو المعجون والحليب والتوابل المجففة والثوم والبصل والزنجبيل.